# Lina Button
Lina Button (* 10. März 1983 in Frauenfeld; bürgerlich Brigitt Zuberbühler) ist eine Schweizer Sängerin, Musikerin und Songwriterin.

## Karriere
Button wuchs im schweizerischen Pfyn im Kanton Thurgau auf. Nach der Schulausbildung studierte sie Musik- und Bewegungspädagogik an der HMTZ (Zürcher Hochschule der Künste) im Hauptfach Gesang. Sie wohnt und lebt in Zürich.
Nach ihrer Single Chasing veröffentlichte sie die erste CD mit dem Titel Homesick. Das von Thomas Fessler und Beat Jegen produzierte Album präsentiert stilistisch eine Mischung aus Blues, Country und Pop. Die CD-Taufe fand am 31. März 2011 im alten Kino Razzia im Zürcher Seefeld statt. Am 15. März 2013 veröffentlichte sie die zweite CD unter dem Namen Copy & Paste. Das Album enthält 12 Songs, wurde ebenfalls von Fessler und Jegen produziert und erreichte Platz 20 in den Charts.
Lina Button ist ausserdem noch unter ihrem bürgerlichen Namen ein Teil der Kindermusik-Band Silberbüx.

## Diskografie

### Alben
- 2011 – Homesick (Jazzhaus Records / Sound Service)
- 2013 – Copy & Paste (Phonag Records)
- 2015 – Misty Mind (Phonag Records)
- 2019 – Who’ll Be Here (iGroove)

### Singles
- 2011 – Chasing (Jazzhaus Records / Sound Service)
- 2013 – Copy & Paste (featuring Matt) (Phonag Records)
- 2013 – Do We Think at All (Phonag Records)
- 2015 – Misty Mind (Phonag Records)
- 2018 – Hidden Land

## Auszeichnungen
- 2010 – Siegerin des Acoustic Song Contest 2010[3]
- 2011 – DRS3 Best Talent des Monats April[4]